# Rudolf Horský

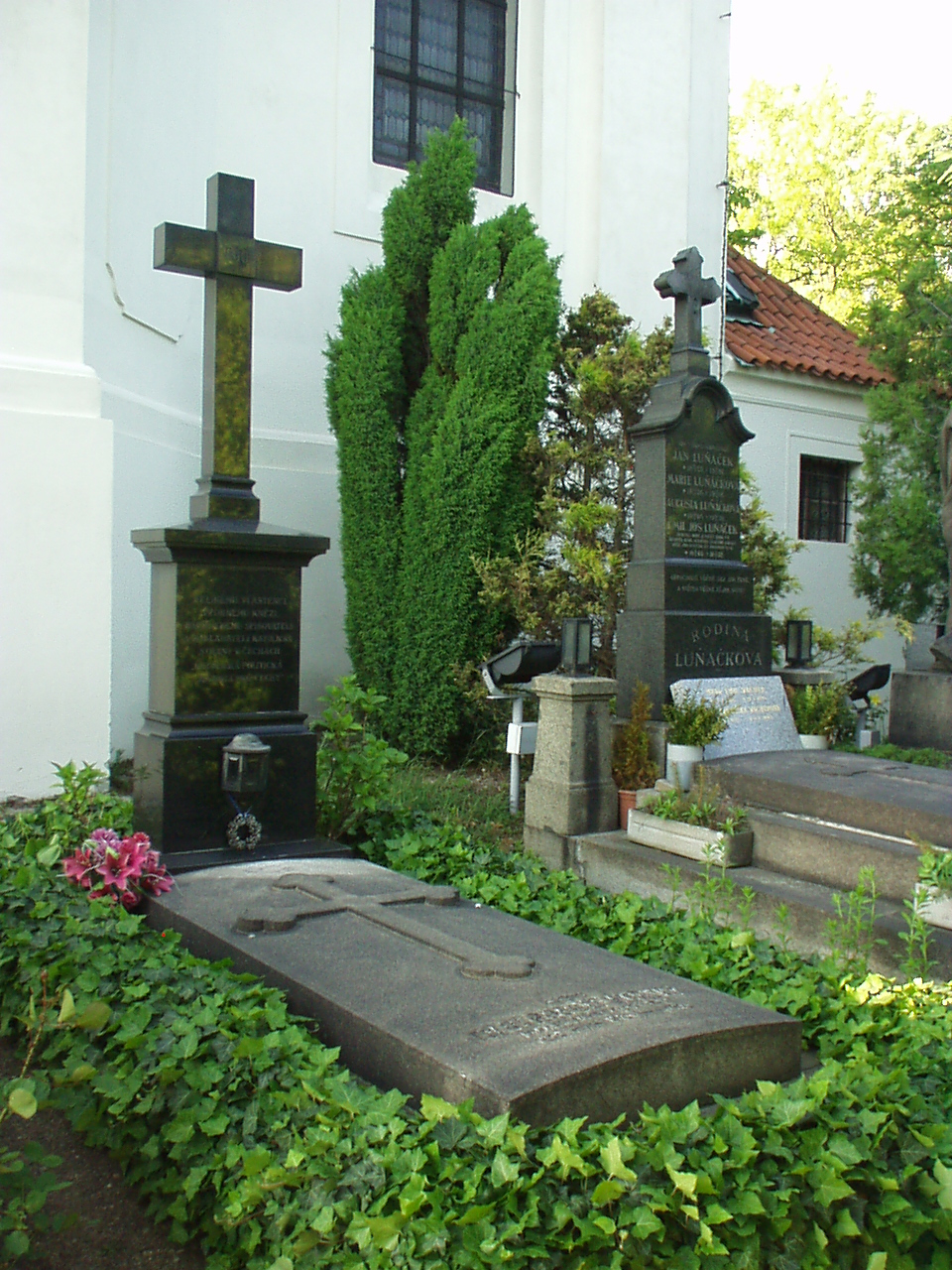
Hrob msgre. ThDr. Rudolfa Horského na hřbitově Šárka v Praze

Rudolf Horský (23. září 1852 Kyje – 22. prosince 1926 Praha-Dejvice) byl římskokatolický kněz, politik, spoluzakladatel Křesťansko-sociální strany v Čechách a spisovatel (publikoval především pod svým jménem, ale také pod pseudonymy Václav Kyjovský nebo Raelph Barturé).

## Život

### Mládí, studium a duchovní aktivity
Rodák z tehdy samostatné obce Kyje (dnes součást Prahy) vystudoval pražské Akademické gymnázium a poté vstoupil do  kněžského semináře. Na kněze byl vysvěcen 16. července 1876, poté působil nejprve jako farní vikář v Jílovém u Prahy, Staré Boleslavi, Netvořicích, Ořechu a Úněticích a následně (od roku 1897) jako farář ve farnosti u kostela sv. Matěje v Dejvicích (nyní součást Prahy). Později se stal také okrskovým vikářem libockého vikariátu. V roce 1906 obdržel řád Pro ecclesia et pontifice.

### Politická činnost
Koncem 80. let 19. století začal být činný při zakládání katolických vzdělávacích spolků a z podnětu kněze Tomáše Škrdleho (1853–1913) a publicisty Tomáše Jana Jirouška (1858–1940) také při organizování křesťansko-sociálního hnutí v Čechách, soustředěného okolo pražského literárního družstva Vlast (družstvo bylo založeno Tomášem Škrdlem v roce 1884, v letech 1889 až 1911 byl předsedou družstva Rudolf Horský). Ve prospěch hnutí vykonal řadu agitačních cest, zejména do dělnického Kladna a Moravské Ostravy, kde debatoval na socialistických shromážděních, milován a obdivován jak katolickými dělníky, tak duchovenstvem.
Díky svému vzdělání a znalosti řady cizích jazyků (latiny, hebrejštiny, italštiny, francouzštiny, angličtiny a němčiny) se seznámil s dobovými politickými proudy, o nichž získával informace přímo z pramenů. Spolu s dalšími zorganizoval první sjezd Křesťansko-sociální strany v Čechách, který se uskutečnil od 8. do 9. září 1894 v Litomyšli, a v letech 1906 až 1912 sjezdům této strany předsedal. V roce 1906 se podílel na vzniku Strany katolického lidu, která dočasně spojila křesťansko-sociální i pravicově konzervativní katolické proudy. Horský této straně formálně předsedal.
Ve volbách do Říšské rady roku 1907 se stal poslancem Říšské rady (celostátní parlament) coby jeden ze sedmi prvních poslanců, kandidujících za katolický program. Zvolen byl za okrsek Čechy 043 (Náchod). Usedl do poslanecké frakce Český katolicko-národní klub. Ve vídeňském parlamentu setrval do konce funkčního období sněmovny, tedy do roku 1911.
Při sloučení českých a moravských katolických stran do Československé strany lidové byl v roce 1919 na jejím prvním sjezdu zvolen místopředsedou strany, později se však s touto stranou názorově rozešel a v jím řízeném týdeníku Čech se kriticky vyjadřoval k její politice.

## Publikační činnost
- Rudolf Horský: Boháč a Lazar – řeči postní, Václav Kotrba, Praha 1892
- Rudolf Horský, Tomáš Škrdle a kolektiv: Almanah na oslavu biskupského jubilea svatého otce Lva XIII., Vlast, Praha 1893
- Rudolf Horský: Liberalismus, socialismus, anarchismus, Václav Kotrba, Praha 1894
- Rudolf Horský, Tomáš Jan Jiroušek: Protokol prvního sjezdu katolického dělnictva českoslovanského, kterýž dne 8. a 9. září 1894 konán byl v Litomyšli v exhortním sále městské realky, Václav Kotrba, Praha 1895
- Rudolf Horský: Řeči o sedmeře darů Ducha sv., Václav Kotrba, Praha 1902
- Rudolf Horský: Vlastenecké homilie "sebraných kázání", Vlast, Praha 1906
- Rudolf Horský, Tomáš Jan Jiroušek: Návod k zakládání a provádění organisace strany katolického lidu v Čechách, dle programu a organisačního řádu na sjezdu v Konviktě v Praze ustavené dne 17. června 1906, Praha 1906
- Rudolf Horský: Epištoly – sbírka úvah náboženských, sociálních a politických, svazek třetí – Vatikán a stát (Úvaha o rozporu mezi Vatikánem a naším státem v záležitosti nunciově), Václav Kotrba, Praha 1926

Dále napsal několik stovek článků v různých časopisech a novinách z oblasti teologie, filozofie, historie a politiky. Od roku 1896 stál v čele katolického spolku Tisková liga, který se zaměřoval zejména na vydávání časopisů a publikací s náboženskou tematikou. Redigoval časopisy Obrana víry (1904–1909) a Husitství ve světle pravdy (1904–1910), byl hlavním spolupracovníkem týdeníku Naše listy a redaktorem časopisu Vychovatel.